# Краснодарский университет Министерства внутренних дел Российской Федерации
Краснодарский университет Министерства внутренних дел Российской Федерации (Краснодарский университет МВД России, КрУ МВД России (Кру МВД России) — федеральное государственное казенное образовательное учреждение высшего образования, крупный учебный, методический и научный центр МВД России по подготовке, профессиональному обучению, переподготовке и повышению квалификации сотрудников органов внутренних дел.

## История
11 марта 1977 г. Министром внутренних дел Союза Советских Социалистических Республик генералом армии Николаем Анисимовичем Щелоковым был подписан приказ о создании Краснодарской школы усовершенствования начальствующего состава милиции.
31 марта начальником школы был назначен заместитель начальника отдела ГАИ УВД Краснодарского крайисполкома подполковник милиции Ричард Генрихович Балясинский.
В короткое время он сумел сформировать коллектив, основу которого составили его соратники и единомышленники по службе: Валентин Феодосиевич Есипенко, Юрий Николаевич Пензов, Александр Филиппович Степнов, Вячеслав Иванович Фисан, Николай Иванович Анисимов, Станислав Павлович Мудров, Лев Иванович Санчук, Михаил Иванович Жидков, Валерий Павлович Солодовский.
Заместителями начальника школы были назначены: по учебной работе — Владислав Иванович Носков, который руководил и учебным отделом, по политической части — Владлен Львович Фофанов, по хозяйственной части — Николай Иванович Анисимов, руководителем канцелярии была назначена Татьяна Степановна Богатырь.
Для создания учебно-материальной базы школы по решению крайисполкома была передана часть территории сборного пункта краевого военного комиссариата площадью 5,25 гектаров земли с казармой и недостроенным зданием санпропускника.
В мае 1978 г. школа была подготовлена к приему слушателей: отремонтированы и оборудованы лекционные аудитории и лаборатории в учебно-административном корпусе; реконструированы жилые комнаты общежития; оборудованы кладовые, бытовые и умывальные комнаты; сформирован книжный фонд общей и специальной библиотек.
31 августа 1978 г. на обучение прибыл первый слушатель — старший инспектор дорожного надзора отдела ГАИ УВД Ташкентского горисполкома сержант милиции Р. И. Гесс. 5 сентября в школе прозвенел первый звонок и 225 слушателей приступили к обучению. В 1978—1979 гг. на двухмесячных курсах школы повысили квалификацию в более 400 сотрудников ГАИ из 36 регионов страны. В их числе был и нынешний первый заместитель Министра внутренних дел РФ генерал-полковник полиции Александр Владимирович Горовой.
С 1979 г. в школе проводились учебные сборы старших госинспекторов отделений ГАИ горрайорганов внутренних дел, старших инспекторов по розыску, дознанию, административной практике, инструкторов по агитации и пропаганде, начальников отделений межрайонных регистрационно-экзаменационных подразделений ГАИ, инженеров по организации дорожного движения. В дальнейшем стали проводиться шестимесячные курсы первоначальной подготовки инспекторов дорожно-патрульной службы.
Деятельность школы не ограничивалась образовательным процессом. Большое внимание уделялось воспитательной работе: между циклами и службами, взводами и курсами проводились различные состязания, посвященные памяти инспектора Краснодарского дивизиона дорожного надзора сержанта милиции В. В. Гришина, погибшего при исполнении служебных обязанностей и посмертно награжденного орденом Красной Звезды.
К началу 1980-х гг. школа заявила о себе как об образовательной организации, способной решать задачи не только по переподготовке сотрудников ГАИ страны. Первая группа иностранных слушателей — сотрудников ГАИ МВД Республики Куба прошла обучение в сентябре 1982 г. Учебный процесс с кубинскими слушателями обеспечивали переводчики Ольга Дмитриевна Похилькина, Ирина Васильевна Гайшинец. В феврале 1983 г. в школе прошли повышение квалификации 10 сотрудников МВД Социалистической Республики Вьетнам.
Учебно-материальная база школы продолжала развиваться. В 1982 г. был построен новый учебно-административный корпус, что позволило принимать на обучение до 325 слушателей. Построены, оборудованы и сданы в эксплуатацию криминалистический полигон, фотолаборатория, класс автотренажеров, методические кабинеты циклов, налажена общешкольная система радиофикации и оповещения, началось строительство учебного поста ГАИ.
25 марта 1983 г. приказом МВД СССР школа усовершенствования началь-ствующего состава получила статус специальной средней школы милиции МВД СССР. Началась подготовка специалистов административно-правовой и правоохранительной деятельности с двухлетним сроком обучения. В сентябре 1983 г. курсантами по этим специальностям стали 175 сотрудников.
Развитие школы повлекло увеличение штата, который пополнился опытными работниками правоохранительных органов. В коллектив пришли подполковники милиции Юрий Александрович Бабкин, Алексей Николаевич Заблоцкий, майоры милиции Валерий Аркадьевич Вишневецкий, Владимир Семенович Лебедев, Александр Николаевич Лесников, Евгений Николаевич Прочухан, капитаны милиции Анатолий Филиппович Епифанцев, Виктор Иванович Кособуцкий, Гайса Мосович Меретуков. Заместителями начальника специальной средней школы были назначены: по учебной работе — полковник милиции Валентин Феодосиевич Есипенко, по политико-воспитательной работе — подполковник милиции Владлен Львович Фофанов, по строевой части — полковник милиции Анатолий Иванович Поляков, которого через некоторое время сменил подполковник милиции Иосиф Николаевич Павленко, по хозяйственной части — подполковник милиции Юрий Андреевич Чуйков.
8 мая 1984 г. первый секретарь Краснодарского крайкома КПСС Георгий Пе-трович Разумовский вручил школе Красное знамя.
В июле 1984 г. для первокурсников впервые была организована практика в органах внутренних дел. В соответствии с учебным планом Управления учебных заведений и научно-исследовательских учреждений МВД СССР курсанты под руководством преподавателей школы выехали для прохождения практики в органах внутренних дел Азербайджанской ССР, Казахской ССР, Узбекской ССР, Краснодарского и Ставропольского края, Ростовской области.
За время практики курсантами, обучавшимися по специальности «Админи-стративно-правовая деятельность ГАИ», проведена значительная работа: выявлено 2 260 нарушений ПДД, задержано 49 водителей за управление транспортом в состоянии алкогольного опьянения, составлено 183 административных протокола, найдены 3 похищенных автомобиля.
В августе 1985 г. курсанты выпускного курса сдали государственные экзамены. 5 сентября состоялся торжественный выпуск 160 лейтенантов милиции, которым была присвоена квалификация «Юрист».
Во второй половине 1985 г. в школе открылось отделение заочного обучения для подготовки юристов средней квалификации. 16 октября на обучение зачислены 97 сотрудников органов внутренних дел Кубани.
Постоянно увеличивалось количество регионов СССР, направляющих кандидатов на обучение. В 1985 г. в школе обучались представители 30 национальностей из 10 союзных республик.
Личный состав школы участвовал в охране общественного порядка и обеспечении безопасности дорожного движения совместно с сотрудниками территориальных органов внутренних дел Краснодарского края и Ставропольского края. В 1985—1989 гг. сотрудники и курсанты качественно выполнили задачи по несению службы в г. Москве в период проведения XII Всемирного фестиваля молодежи и студентов, Игр доброй воли. В 1988 г. для оказания помощи в урегулировании межэтнического конфликта личный состав школы был направлен в г. Кировабад и г. Шеки Азербайджанской ССР, в 1989 г. — в г. Ташкент.
Во второй половине 1987 г. заместителем по учебной работе был назначен подполковник милиции Валерий Аркадьевич Вишневецкий, на должность заместителя начальника школы по политчасти пришел Василий Иванович Шабанов, майор милиции Виктор Иванович Кособуцкий назначен заместителем начальника школы по хозяйственной части.
В связи с уходом на заслуженный отдых Р. Г. Балясинского 26 января 1990 г. начальником школы назначен полковник внутренней службы Валерий Павлович Кузовлев, ранее работавший заместителем начальника УВД Краснодарского крайисполкома. Под его руководством постоянный состав школы пополнялся опытными преподавателями, внедрялись технические средства обучения, использовались первые ЭВМ, развивалась учебно-материальная база.
26 ноября 1990 г. на должность заместителя начальника школы по тылу был на-значен майор милиции Юрий Александрович Агафонов, занимавший должность заместителя начальника Октябрьского РОВД г. Краснодара по оперативной работе.
В целях обеспечения первоначальной подготовки участковых инспекторов, сотрудников ГАИ, ОБХСС и других служб в школе был сформирован отдельный курс, открыт экстернат для сотрудников органов внутренних дел, имеющих неюридическое образование.
В начале 1990-х гг. школа значительно пополнилась командно-преподавательским составом, пришли опытные работники милиции: Виктор Александрович Багнычев, Юрий Вячеславович Калашников, Григорий Бенцианович Капелян, Геннадий Леонидович Сидоров, Владимир Иванович Третьяков, Владимир Михайлович Найденов и Юрий Иванович Воронцов.
Первым сотрудником школы, защитившим диссертацию на соискание ученой степени кандидата юридических наук, стал начальник цикла юридических дисциплин Гайса Мосович Меретуков. Начальник цикла социально-экономических дисциплин Александр Борисович Мельников защитил диссертацию на соискание ученой степени кандидата экономических наук.
Преподавательский состав школы под руководством полковника милиции В. А. Вишневецкого активно работал над повышением педагогического и профессионального уровня. Этому способствовали проводившиеся регулярно открытые занятия, межцикловые заседания и семинары. Особым интересом среди преподавателей пользовались занятия по программе изучения инновационных, передовых методов обучения с участием сотрудников городского научно-методического центра управления народного образования.
В мае 1990 г. школу посетила делегация полицейских из США. Состоялся обмен опытом.
В августе 1992 г. подполковник милиции Ю. А. Агафонов приказом Министра внутренних дел РФ назначен начальником школы, его заместителем по строевой части стал полковник милиции Валерий Николаевич Пугачев, по хозяйственной части — лейтенант милиции Андрей Александрович Чернышенко. В июне 1993 г. заместителем начальника школы по строительству был назначен майор милиции Виктор Максимович Феоктистов.
Началось интенсивное строительство учебных корпусов, в учебно-воспитательный процесс внедрялись новые технические средства, пополнялся автомобильный парк, открылся музей, был реконструирован стрелковый тир. Для проведения спортивных занятий были оборудованы тренажерный зал и зал борьбы, началось сооружение спортивно-оздоровительного комплекса.
16 сентября 1993 г. в станице Григорьевской начала работу загородная учебная база, начальником которой был назначен капитан милиции Игорь Владимирович Северин.
За 10 лет (с 1983 по 1993 г.) деятельности специальной средней школы милиции было подготовлено более 2,5 тыс. офицеров милиции со специальным средним образованием, около 1 тыс. сотрудников прошли обучение заочно, 150 человек — экстерном, сотни сотрудников повысили квалификацию, прошли первоначальную подготовку на различных курсах, в классах углубленного изучения юридических дисциплин.
Из числа выпускников школы в настоящее время в университете работают: доктор юридических наук, профессор полковник полиции Заурби Лелович Шхагапсоев — начальник Северо-Кавказского института повышения квалификации, окончивший школу с отличием в 1986 г.; выпускники 1994 г.: доктор юридических наук, профессор полковник полиции Кирилл Валерьевич Вишневецкий — начальник кафедры уголовного права и криминологии; полковник полиции Аликумова Галина Юрьевна — начальник адъюнктуры; кандидат юридических наук, полковник полиции Айдамир Гайсович Мере-туков — доцент кафедры уголовного права и криминологии; выпускник 1988 г. полковник полиции Алексей Петрович Кононенко — начальник курса факультета по подготовке специалистов для подразделений полиции.
В марте 1994 г. школу посетил Министр внутренних дел РФ генерал армии В. Ф. Ерин. Он дал положительную оценку её деятельности и принял решение ходатайствовать перед Правительством РФ о реорганизации школы в институт.
3 мая 1994 г. в соответствии с постановлением Правительства Российской Федерации создан Краснодарский юридический институт МВД России.
По поручению руководства МВД России начальник УВД Краснодарского края генерал-лейтенант милиции Петр Михайлович Латышев 20 мая объявил коллективу постановление Правительства РФ и приказ МВД России о создании института. Он представил вновь назначенных руководителей: начальника института полковника милиции Юрия Александровича Агафонова, заместителей начальник институте: по учебной работе — полковника милиции Валерия Аркадьевича Вишневецкого, по кадрам — подполковника милиции Василия Ивановича Шабанова, по строевой части — полковника милиции Валерия Николаевича Пугачева, по хозяйственной работе — майора милиции Андрея Александровича Чернышенко. Заместителем начальника института по научной работе стал кандидат юридических наук подполковник милиции Гайса Мосович Меретуков.
Ежегодный прием обучающихся по очной форме увеличился до 350 человек. Преподавательский состав пополнился научно-педагогическими кадрами: доктором исторических наук, профессором Леонидом Павловичем Рассказовым, который в 1999 г. был назначен на должность заместителя начальника института по научной работе; кандидатами юридических наук — доцентом Виктором Григорьевичем Кравченко, Александром Ивановичем Натурой и Сергеем Александровичем Невским, кандидатом технических наук, доцентом Владимиром Николаевичем Лаптевым, кандидатом философских наук, доцентом Яковом Ильичем Стрелецким, кандидатом технических наук Юрием Григорьевичем Ткачевым.
В институт пришли работать сотрудники с большим опытом службы в прак-тических подразделениях органов внутренних дел: Владимир Юльевич Яблонский, Рачик Игоревич Ульянов, Юрий Николаевич Гречишкин, Татьяна Михайловна Чапурко, Юрий Андрианович Потехин, Александр Иванович Гаевой, Сергей Александрович Данильян, Анатолий Юрьевич Расцветаев, Владимир Николаевич Бельдиев, Тамара Захаровна Киек, Владимир Исаевич Иванов.
Коллектив института укрепился офицерами вооруженных сил: Геннадием Фран-цевичем Барковским, Юрием Васильевичем Микитюком, Валерием Владимировичем Кошевым, Олегом Евгеньевичем Киреевым, Сергеем Арминаковичем Айрапетяном, Александром Васильевичем Найда, Михаилом Николаевичем Козлововым.
Важным событием для института стало открытие двух филиалов: Новороссий-ского — в 1997 г. и Ставропольского — в 2001 г. Открыты факультет внебюджетной подготовки и адъюнктура.
30 июля 1998 г. заместитель начальника Главного управления кадров и кадровой политики МВД России генерал-майор внутренней службы Юрий Петрович Пузанов вручил коллективу Знамя Краснодарского юридического института МВД России. В этот же день состоялся первый выпуск специалистов с высшим юридическим образованием.
В институте активно велось шефство над воспитанниками Лабинского детского дома и несовершеннолетними правонарушителями на оборонно-спортивных сборах «Надежда».
Знаковым событием в жизни института стало восхождение группы сотрудников вуза под руководством начальника института Ю. А. Агафонова и во главе с мастером спорта по альпинизму «снежным барсом» Иваном Аристовым в мае 1997 г. на самую высокую точку России и Европы — гору Эльбрус. В честь 20-летия учебного заведения на вершине был установлен памятный обелиск. Альпинисты покоряли альпийскую гору Монблан и гималайский восьмитысячник Макалу. В мае 2000 г. группа поднялась на высочайшую вершину планеты — гору Эверест, получив за это звание чемпионов СНГ по альпинизму.
В мае 1995 г. сводный отряд института нес службу по обеспечению безопасности в Москве в дни празднования 50-летия Победы в Великой Отечественной войне.
Развивалась материально-техническая база института. Достроен главный корпус, построено семиэтажное учебное здание и общежитие, первая очередь гостиницы, помещения службы арттехвооружения, отдела тылового обеспечения, технической части, реконструированы курсантская столовая и кафе.
В феврале 2002 г. на базе вуза был проведен семинар с участием сотрудников ФБР США, на котором обсуждались проблемы обеспечения собственной безопасности в правоохранительных органах.
В июле 2003 г. во время визита на Кубань с институтом ознакомился Министр внутренних дел Российской Федерации Борис Вячеславович Грызлов. В сопровождении губернатора Краснодарского края Александра Николаевича Ткачева руководитель ведомства посетил загородный учебный центр, осмотрел основные объекты института, принял участие в торжественной церемонии выпуска молодых специалистов. Министр высоко оценил достижения вуза и сообщил о своем решении создать на базе института академию.
В соответствии с распоряжением Правительства РФ от 25 августа 2003 г. на базе Краснодарского юридического института МВД России создана Краснодарская академия МВД России. Этим же приказом вузу был передан Нальчикский филиал Ростовского юридического института МВД России, определялась задача по созданию филиала академии в г. Грозном. Открыты внебюджетные филиалы в Армавире, Сочи и Черкесске.
На должности руководителей академии была назначены: полковник милиции Валерий Аркадьевич Вишневецкий — первым заместителем начальника академии по учебной работе; полковник милиции Владимир Иванович Третьяков — заместителем начальника академии по служебно-боевой подготовке; полковник милиции Василий Иванович Шабанов — заместителем начальника академии по кадрам и воспитательной работе; полковник милиции Виктор Викторович Шалин — заместителем начальника академии по научной работе; полковник милиции Андрей Александрович Чернышенко — заместителем начальника академии по тылу. В сентябре 2004 г. В. И. Третьякова на посту заместителя начальника академии по служебно-боевой подготовке сменил полковник милиции Владимир Юльевич Яблонский. В июле 2005 г. на должность первого заместителя начальника академии по учебной работе назначен полковник милиции Игорь Олегович Ганченко, в октябре этого же года заместителем начальника академии по служебно-боевой подготовке назначен полковник милиции Геннадий Францевич Барковский.
Учебно-методическая и научно-исследовательская деятельность в академии осуществлялась на 16 кафедрах, научно-педагогический потенциал позволял успешно решать задачи по подготовке квалифицированных кадров для органов внутренних дел. В 2004 г. академия была признана лучшим учреждением высшего профессионального образования Краснодарского края.
23-25 марта 2005 г. на базе академии прошло совещание руководителей кадровых аппаратов МВД государств — участников СНГ. Участие в совещании приняли представители Азербайджана, Армении, Беларуси, Грузии, Казахстана, Киргизии, Таджикистана, Узбекистана и Украины. В июне 2005 г. прошло заседание Объединённой коллегии Министерства внутренних дел Российской Федерации и Полиции Республики Армения с участием руководителей ведомств — генерал-полковника милиции Рашида Гумаровича Нургалиева и генерал-лейтенанта полиции Айка Артемовича Арутюняна. В сентябре того же года делегация учебного заведения посетила Республику Армения, где участвовала в торжествах по случаю пятилетия создания республиканской полиции.
В соответствии с распоряжением Правительства РФ от 1 февраля 2006 г. на базе Краснодарской академии создан Краснодарский университет МВД России, в его состав вошли Астраханская и Махачкалинская специальные средние школы милиции МВД России. Это позволило более эффективно осуществлять образовательную политику и своевременно реагировать на постоянно растущие потребности в специалистах в Южном и Северо-Кавказском федеральных округах. Большую роль в решении вопроса о создании университета сыграл начальник Департамента кадрового обеспечения МВД России генерал-лейтенант милиции Владимир Яковлевич Кикоть.
В апреле 2006 г. университет посетила делегация МВД Земли Северный Рейн-Вестфалия. Делегацию приняли начальник Департамента кадрового обеспечения МВД России генерал-лейтенант милиции Владимир Яковлевич Кикоть, руководители Московского и Краснодарского университетов МВД России.
В августе 2006 г. были назначены заместители начальника университета: первым заместителем — полковник милиции И. О. Ганченко, заместителем по служебно-боевой подготовке — полковник милиции Г. Ф. Барковский, заместителем по переподготовке и повышению квалификации — полковник милиции Абу Увайсович Садыков, заместителем по тылу — полковник милиции А. А. Чернышенко. В 2007—2008 гг. произошел ряд кадровых изменений в руководстве вуза. В июле 2007 г. на должность заместителя начальника университета по служебно-боевой подготовке был назначен полковник милиции Владимир Анатольевич Котляров, в сентябре 2008 г. заместителем начальника университета по работе с личным составом стал полковник милиции Петр Петрович Кошкин, заместителем по научной деятельности — доктор юридических наук Алексей Николаевич Ильяшенко.
Развитие материальной базы и квалифицированный профессорско-препо-давательский состав университета позволили увеличить численность курсантов и студентов очного обучения до 4 тыс. человек, заочного — до 5 тыс.
В 2007 г. за подготовку специалистов университет отмечен благодарностью Президента РФ.
В 2008—2011 гг. в вузе прошли специальную подготовку более тысячи сотрудников различных правоохранительных органов и силовых структур, направляемых для выполнения служебно-боевых задач в горячих точках Северного Кавказа. В 2009 г. в университете в рамках специальности «Правоохранительная деятельность» осуществлен набор группы по специализации «Деятельность специальных подразделений ОВД».
В июле 2008 г. университет посетила делегация Китайской Народной Республики. В её состав входили дети сотрудников Министерства общественной безопасности КНР, погибших при исполнении служебных обязанностей. Для детей были организованы экскурсии по г. Краснодару, ребята посетили Новороссийский филиал и отдохнули на Чёрном море.
В 2009 г. университету присужден грант на реализацию программы инно-вационного развития «Внедрение в образовательный процесс вуза МВД инновационных технологий практико-ориентированного обучения и воспитания профессионально важных качеств». На базе Ставропольского филиала состоялось выездное заседание Совета безопасности Российской Федерации под председательством Президента РФ Д. А. Медведева.
В 2011 г. Нальчикский филиал реорганизован в Северо-Кавказский институт повышения квалификации сотрудников МВД России (филиал). В этом же году
был назначен заместитель начальника университета по заочному обучению полковник полиции Игорь Евгеньевич Адаменко. В 2012 г. коллективу вуза был представлен заместитель начальника университета по переподготовке и повышению квалификации полковник полиции Николай Дмитриевич Ерифа.
30 марта 2013 г. состоялось торжественное прощание со Знаменем университета заслуженного сотрудника органов внутренних дел Кубани, доктора философских наук, профессора генерал-лейтенанта полиции Ю. А. Агафонова. В мероприятии принял участие заместитель Министра внутренних дел РФ Сергей Александрович Герасимов и начальник Управления Президента РФ по вопросам государственной службы и кадров Владимир Яковлевич Кикоть.
В университете проходили службу генералы полиции: Андрей Николаевич Конев, начальник Академии управления МВД России; Владимир Иванович Третьяков, начальник Волгоградской академии МВД России; Геннадий Францевич Барковский, начальник Краснодарского Президентского кадетского училища; полковник полиции Константин Анатольевич Плясов, ныне возглавляющий Ростовский юридический институт МВД России; полковник полиции Сергей Константинович Буряков, начальник Барнаульского юридического института МВД России.
С 5 апреля 2013 г. по ноябрь 2014 г. деятельностью Краснодарского университета МВД России руководил кандидат педагогических наук генерал-майор полиции Игорь Александрович Калиниченко, ранее возглавлявший Орловский юридический институт МВД России.
В августе 2013 г. на базе Центра профессиональной подготовки Главного управ-ления МВД России по Краснодарскому краю создан факультет профессионального обучения университета для подготовки сотрудников различных должностных категорий, впервые поступающих на службу в органы внутренних дел. В 2013 г. построен и оборудован новый криминалистический полигон, оснащенный современной криминалистической техникой.
С 11 декабря 2013 г. по 20 марта 2014 г. личный состав сводного отряда уни-верситета выполнял задачи по охране общественного порядка и обеспечению общественной безопасности в период подготовки и проведения XXII Олимпийских зимних игр и XI Паралимпийских зимних игр в г. Сочи, международных соревнований по автогонкам в классе «Формула-1». За образцовое выполнение поставленных задач руководство университета и личный состав сводного отряда были поощрены первым заместителем Министра внутренних дел РФ генерал-полковником полиции А. В. Горовым.
В январе 2014 г. состоялась презентация нового учебно-полигонного комплекса кафедры административной деятельности и организации деятельности ГИБДД включающего 5 учебно-ситуационных центров (учебно-ситуационный центр дорожно-патрульной службы дорожной инспекции и технического надзора, учебный класс по дисциплине «Техническая эксплуатация автотранспортных средств»). В феврале этого же года в библиотеке университета открылся новый зал электронных ресурсов, в котором были оборудованы более 30 автоматизированных рабочих мест с выходом в сеть Интернет. Введенный в эксплуатацию новый читальный зал значительно расширил возможности посетителей по поиску необходимой информации.
В марте 2014 г. в университете был открыт учебно-практический комплекс психологического обеспечения, оснащенный современным оборудованием, аппаратурой и компьютерной техникой. Создание комплекса значительно расширило возможности психологической службы образовательной организации в оказании всесторонней помощи курсантам, слушателям, сотрудникам и членам их семей.
5 марта 2014 г. состоялась торжественная церемония прибивки полотнища Знамени университета к древку. Право прибивки Знамени университета к древку было предоставлено начальнику университета генерал-майору полиции И. А. Калиниченко, сотрудникам, адъюнктам и курсантам. Каждый из них, пользуясь этим почетным правом, вбил гвоздь в древко Знамени.
В апреле 2014 г. в университете было открыто 2 новых учебных комплекса: учебно-тренировочный комплекс по подготовке сотрудников полиции для специальных подразделений ОВД и учебно-стрелковый комплекс общей площадью 5 640 м². В 2014 г. приказом Министерства внутренних дел Российской Федерации от 5 мая был создан Крымский филиал. В июне 2014 г. состоялось открытие спортивно-паркового комплекса, расположенного в парке университета имени 60-летия Победы в Великой Отечественной войне. На территории парка был оборудован стадион с футбольным полем, волейбольными и баскетбольными площадками, беговыми дорожками, полосой препятствий.
28 июня 2014 г. начальник Департамента государственной службы и кадров МВД России генерал-лейтенант внутренней службы Владимир Леонидович Кубышко вручил новое знамя университета генерал-майору полиции И. А. Калиниченко.
Указом Президента РФ от 13 ноября 2014 г. И. А. Калиниченко назначен на долж-ность начальника Московского университета МВД России имени В. Я. Кикотя.
5 декабря 2014 г. начальником Краснодарского университета МВД России назна-чен доктор юридических наук, профессор генерал-майор полиции А. В. Симоненко.
Большой опыт служебной, педагогической и управленческой деятельности он приобрел в период 17-летней службы в Вооруженных силах РФ, Брянской специальной средней школе милиции, Брянском филиале Московского университета МВД России (12 лет). В 2006—2014 гг. А. В. Симоненко руководил Воронежским институтом МВД России.
Под руководством А. В. Симоненко в университете проводится большая работа, направленная на повышение качества подготовки специалистов для органов внутренних дел, внедрение в деятельность университета культа обучения, воспитания и спорта, улучшение морально-психологического климата в коллективе, повышение авторитета и престижа университета в системе образовательных и научных организаций страны.

## Филиалы
- Северо-Кавказский институт повышения квалификации (филиал) Краснодарского университета МВД России
- Ставропольский филиал Краснодарского университета МВД России
- Крымский филиал Краснодарского университета МВД России

## Факультеты
- Факультет по подготовке специалистов для органов предварительного следствия и дознания
- Факультет по подготовке специалистов для подразделений полиции
- Факультет по подготовке специалистов для подразделений охраны общественного порядка и обеспечения общественной безопасности
- Факультет по подготовке специалистов для подразделений экономической безопасности и экспертно-криминалистических подразделений
- Факультет переподготовки и повышения квалификации
- Факультет заочного обучения
- Факультет профессиональной подготовки

## Редакционно-издательская деятельность
Университет издает журналы «Вестник университета», «Общество и право» и газету «Университетские новости»